# 's-Gravenpolder

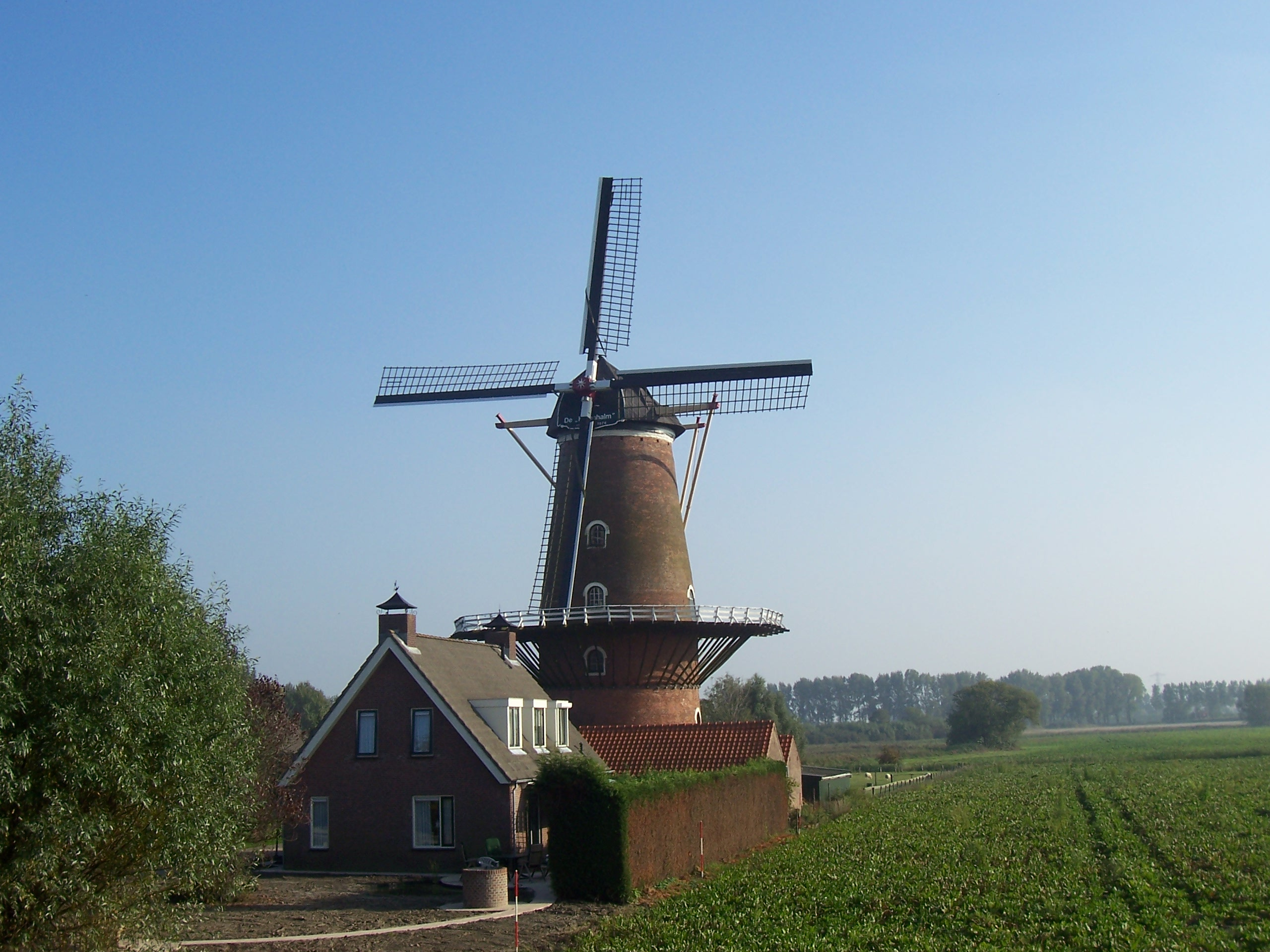

's-Gravenpolder est un village de la commune néerlandaise de Borsele, en province de Zélande. Il compte 4 480 habitants (2008), ce qui fait de lui le deuxième en importance de la commune après Heinkenszand.
Le village s'est développé de façon plutôt exponentielle : jusqu'à il y a peu, 's-Gravenpolder avait été désigné par la commune pour être peuplé. Au cours de cette période, un assez grand nombre de logements ont été bâtis dans les secteurs non habités.
Une église gothique du XIVe siècle se trouve au centre du village. À sa lisière, on peut voir le moulin De Korenhalm : datant de 1876, il est toujours en fonction.
Une grande partie de la population 's-Gravenpolder est membre de la Gereformeerde Gemeente.
L'ancienne commune d'Oost- en Middelzwake est réunie à la localité depuis 1816.

## Source
- (nl) Cet article est partiellement ou en totalité issu de l’article de Wikipédia en néerlandais intitulé « 's-Gravenpolder » (voir la liste des auteurs).